# Graffiti Blues
Graffiti Blues è un album di Blue Mitchell, pubblicato dalla Mainstream Records nel 1973. Il disco fu registrato il 1º marzo 1973 al The Record Plant di Hollywood, California (Stati Uniti).

## Tracce
Lato A
1. Graffiti Blues – 7:16 (Blue Mitchell)
2. Yeah Ya Right – 5:28 (Herman Riley)
3. Express – 5:05 (Blue Mitchell)

Lato B
1. Asso-Kam – 7:23 (Joe Sample)
2. Dorado – 8:58 (Joe Sample)

Edizione CD del 1993, pubblicato dalla Sony Music
1. Graffiti Blues – 7:19 (Blue Mitchell)
2. Yeah Ya Right – 5:31 (Herman Riley)
3. Express – 5:08 (Blue Mitchell)
4. Asso-Kan – 7:26 (Joe Sample)
5. Dorado – 9:01 (Joe Sample)
6. Alone Again (Naturally) – 3:26 (Gilbert O'Sullivan) – Bonus Track
7. Where It's At – 3:33 (David Matthews) – Bonus Track
8. Funky Walk – 4:34 (David Matthews) – Bonus Track
9. Blue Funk – 4:39 (David Matthews) – Bonus Track

- Brano nr. 6, registrato il 5 gennaio 1972 a New York City, New York[2]
- Brani nr. 7, 8 e 9, registrati nel 1974 a New York City, New York[3]

## Musicisti
A1, A2, A3, B1 e B2
- Blue Mitchell - tromba
- Herman Riley - sassofono tenore
- Don Bailey - armonica
- Walter Bishop Jr. - pianoforte
- Joe Sample - pianoforte, pianoforte elettrico
- Freddie Robinson - chitarra
- Darrell Clayborn - contrabbasso
- Ray Pounds - batteria

CD - brano numero 6
- Blue Mitchell - tromba, flicorno
- Herman Riley - sassofono tenore, flauto
- John Mayall - armonica
- Joe Sample - pianoforte, pianoforte elettrico
- Freddie Robinson - chitarra elettrica
- Darrell Clayborn - basso fender jazz
- John Guerin - batteria
- Ray Pounds - batteria

CD - brani numero 7, 8 e 9
- Blue Mitchell - tromba
- James Bossy - tromba
- Jon Faddis - tromba
- Marky Markowitz - tromba
- Frank Vicari - sassofono tenore
- Joe Farrell - sassofono tenore, flauto
- Seldon Powell - sassofono tenore, sassofono baritono
- Joe Beck - chitarra elettrica, chitarra acustica
- John Tropea - chitarra elettrica, chitarra acustica
- Sam T. Brown - chitarra acustica
- Wilbur Bascomb Jr. - basso elettrico fender
- Michael Moore - basso elettrico fender
- James Madison - batteria
- Dave Matthews - conduttore musicale, arrangiamenti, compositore